# Ahia!
Ahia! (reso graficamente "AHIA!") è il secondo EP dei Pinguini Tattici Nucleari, pubblicato il 4 dicembre 2020 per l'etichetta Sony Music.
L'uscita dell'EP è stata anticipata dai singoli La storia infinita e Scooby Doo, e dall'omonimo romanzo del frontman Riccardo Zanotti, edito da Arnoldo Mondadori Editore il 3 novembre 2020.

## Tracce
Testi e musiche di Riccardo Zanotti.
1. Scooby Doo – 2:59
2. Scrivile scemo – 3:34
3. Bohémien – 3:13
4. Pastello bianco – 3:56
5. La storia infinita – 3:27
6. Giulia – 3:06
7. Ahia! – 4:12

## Classifiche

### Classifiche settimanali
| Classifica (2021) | Posizione massima |
| ----------------- | ----------------- |
| Italia            | 2                 |

### Classifiche di fine anno
| Classifica (2020) | Posizione |
| ----------------- | --------- |
| Italia            | 74        |
| Classifica (2021) | Posizione |
| Italia            | 8         |
| Classifica (2022) | Posizione |
| Italia            | 12        |
| Classifica (2023) | Posizione |
| Italia            | 24        |
| Classifica (2024) | Posizione |
| Italia            | 51        |